# 菅原昭子
菅原 昭子（すがわら しょうこ、1956年1月2日 - ）は、秋田県潟上市生まれの歌手。

## 略歴
日本テレビのオーディション番組「スター誕生!」の第44回テレビ予選（1972年7月30日放送）、第4回決戦大会（同年9月17日放送）での合格をきっかけに歌手デビューした。同番組からのデビューは18組目。
テレビ予選は秋田県民会館で行われたが、予選と決戦大会いずれも桜田淳子と一緒に合格。
所属事務所は日活音楽芸能であった。
1973年9月1日、ポリドールレコード（現ユニバーサルミュージック）より「十七才の行進曲」でレコード・デビュー。キャッチフレーズは「ポリドールバンビ」で、バトンを廻しながら歌唱した。
東京都立赤羽商業高等学校卒業。引退後、帰郷し結婚。

## レコード

### シングル
- 「十七才の行進曲／ふるさとの草笛｣（1973年）
- 「別れの行進曲／春のおくりもの」（1974年）
- 「タローちゃん／お使いは自転車に乗って」（1974年）
- 「若い新宿／小さな星」（1974年）
- 「粉雪の駅／夕焼け峠｣（1975年）
- 「心の灯台／湖心中」（1976年）

### アルバム
- 「青春のアルバム」（1973年）

1. 十七歳の行進曲
2. 昭子の帰りたい帰れない（オリジナルは加藤登紀子）
3. お使いは自転車に乗って（オリジナルは轟夕紀子）
4. ふるさとの草笛
5. しあわせの歌
6. 夕焼け帰りみち
7. 青い山脈（オリジナルは藤山一郎、奈良光枝）
8. 小さな日記（オリジナルはフォー・セインツ）
9. 春のおくりもの
10. 牝鹿物語  (オリジナルは河見史朗の自作自演曲、1968年)
11. 学生時代（オリジナルはペギー葉山）
12. 別れの行進曲